# Запослење
Запослење се заснива уговором између послодавца и запосленог. Запослење је битан елемент друштвене сигурности, осећања напретка и стручног идентитета, док губитак посла може бити изузетно стресан и довести особу у стање социјалне потребе. Друштва са високим стопама незапослености неминовно успоравају сопствени напредак неискоришћавањем људских ресурса, социјалним издацима и повећањем броја становника који живе испод границе сиромаштва.

## Запослени и послодавци
Запослени доприноси раду и стручности подухвату послодавца или особе која води посао или предузеће  и обично се ангажује да обавља специфичне дужности које су упаковане у посао. У корпоративном контексту, запослени је особа која је ангажована да редовно пружа услуге компанији у замену за надокнаду и која не пружа ове услуге као део самосталног пословања.

### Независни извођач
Питање које се намеће у већини компанија, посебно оних које су у гиг привреди, јесте класификација радника. Многи радници који обављају послове често се ангажују као независни извођачи.
Да би се радник категорисао као самостални извођач, а не као запослени, независни извођач мора да се договори са наручиоцем шта ће бити готов производ рада, а затим извођач контролише средства и начин постизања жељеног резултата. Друго, независни уговарач нуди услуге широј јавности, а не само једном предузећу, и одговоран је за исплату плаћања од стране клијента, плаћање ненадокнађених трошкова и обезбеђивање сопствених алата за завршетак посла. Треће, однос странака се често доказује писаним споразумом који прецизира да је радник независни уговарач и да нема право на бенефиције запослених; услуге које пружа радник нису кључне за пословање; а веза није трајна.
Као општи принцип радног права, у Сједињеним Америчким Државама постоји разлика између агента и независног уговарача. Подразумевани статус радника је запослени осим ако нису испуњене посебне смернице, што се може утврдити АБЦ тестом. Дакле, разјашњење да ли је неко ко обавља посао од почетка самостални извођач или запослени, и одговарајући однос према њима, касније може спасити компанију невоља.
Под условом кључних околности, укључујући и оне као што је да је радник редовно плаћен, да прати задате сате рада, да је снабдевен алатима од послодавца, да га послодавац помно прати, у име послодавца, ради само за једног послодавца у време, они се сматрају запосленим, а послодавац ће генерално бити одговоран за своје поступке и бити у обавези да им даје бенефиције. Слично томе, послодавац је титулар патента на било ком проналаску који је створио запослени „унајмљен да измишља“, чак и у одсуству уступања проналазака. Насупрот томе, компанија која наручи дело од независног уговарача неће поседовати ауторска права осим ако компанија не обезбеди или писмени уговор у коме се наводи да је то „дело направљено за изнајмљивање“ или писмени пренос ауторских права. Да би остао заштићен и избегао тужбе, послодавац мора бити свестан те разлике.

## Однос послодавац-радник
Контрола послодаваца и менаџера унутар организације почива на многим нивоима и има важне импликације како на особље тако и на продуктивност, при чему контрола чини основну везу између жељених резултата и стварних процеса. Послодавци морају уравнотежити интересе као што је смањење ограничења плата са максимизацијом продуктивности рада како би постигли профитабилан и продуктиван радни однос.

### Радна снага / запошљавање
Главни начини на које послодавци могу да пронађу раднике, а људи да пронађу послодавце су огласи за послове у новинама (путем класификованих огласа) и на мрежи, који се такође називају огласним плочама . Послодавци и они који траже посао такође се често налазе преко професионалних консултаната за запошљавање који добијају провизију од послодавца да пронађу, прегледају и изаберу одговарајуће кандидате. Међутим, студија је показала да такви консултанти можда нису поуздани када не користе утврђене принципе у одабиру запослених. Традиционалнији приступ је са знаком „Тражи се помоћ“ у објекту (обично окачен на прозор или врата  или постављен на пулт продавнице). Процена различитих запослених може бити прилично напорна, али постављање различитих техника за анализу њихових вештина како би се измерили њихови таленти у пољу може бити најбоље кроз процене. Послодавац и потенцијални запослени обично предузимају додатни корак упознавања кроз процес интервјуа за посао.

### Обука и развој
Обука и развој се односе на настојање послодавца да новозапосленог оспособи са неопходним вештинама за обављање посла и да помогне запосленом да расте унутар организације. Одговарајући ниво обуке и развоја помаже да се побољша задовољство послом запослених.

### Зарада
Право на зараду (плату) је једно од најзначајнијих права радника из радног односа. На износе зараде утичу два основна фактора: вредност радне снаге појединца и стање на тржишту радне снаге, али је законом по правилу прописана минимална цена рада. Постоји много начина на које се запослени плаћају, укључујући зараду по сату, рад по комаду, годишњу плату или напојнице (при чему се ово последње често комбинује са другим обликом плаћања). На пословима продаје и пословима са некретнинама, запосленом се може исплатити провизија, проценат од вредности робе или услуга које је продао. У неким областима и професијама, запослени могу имати право на бонус ако испуне одређене циљеве. Неки руководиоци и запослени могу бити плаћени у акцијама или опцијама на акције, што је приступ компензацији који има додатну корист, са тачке гледишта компаније, јер помаже у усклађивању интереса примаоца накнаде са учинком компаније.
Према доктрини невјерног слуге, доктрини према законима бројних држава у Сједињеним Државама, а посебно закону државе Њујорк, запослени који се понаша на невјеру према свом послодавцу мора изгубити сву надокнаду коју је примио током периода свог нелојалност.

### Бенефиције запослених
Бенефиције запослених су различите накнаде које се не односе на плате које се пружају запосленима поред њихових плата или дневница. Бенефиције могу укључивати: становање (које обезбеђује послодавац или послодавац), групно осигурање (здравствено, стоматолошко, животно итд.), заштиту прихода од инвалидности, пензије, дневни боравак, надокнаду школарине, боловање, одмор (плаћен и неплаћен), социјално осигурање, подела добити, финансирање образовања и друге специјализоване бенефиције. У неким случајевима, као што су радници запослени у удаљеним или изолованим регионима, бенефиције могу укључивати оброке. Бенефиције запослених могу побољшати однос између запосленог и послодавца и смањити флуктуацију особља.

### Организациона правда
Организациона правда је перцепција и просуђивање запосленог о поступању послодавца у контексту правичности или правде. Акције које произилазе да утичу на однос запослени-послодавац такође су део организационе правде.

### Организовање радне снаге
Запослени се могу организовати у синдикате или синдикате, који представљају радну снагу за колективно преговарање са менаџментом организација о условима рада, уговору и услугама.

### Престанак радног односа
Престанак радног односа за радника ствара бројне социјално-економске проблеме. Један од главних циљева радног права јесте да ограничи могућности послодавца као економски јаче стране да својевољно окончава радни однос противно вољи запосленог. Међународна организација рада (МОР) је први пут донела одредбе о престанку радног односа у Препоруци бр. 119 из 1963. године о престанку радног односа на иницијативу послодавца. Међутим, то није било довољно, па је МОР детаљније уредила концепт престанка радног односа доношењем Конвенције бр. 158 о престанку радног односа на иницијативу послодавца и везане Препоруке бр. 166 из 1982. године. У суштини, било је неопходно ограничити престанак радног односа само на случајеве када постоје "ваљани разлози" (основи) предвиђени законом. Према Конвенцији бр. 158. МОР, ваљани разлози за једнострани отказ уговора о раду од стране послодавца морају бити везани за: 
1) својства радника – непоседовање стручних способности и знања неопходних за обављање рада, неостваривање резултата рада, упућивање на издржавање казне затвора итд.
2) понашање радника – повреде радних обавеза, непоштовање радне дисциплине и др., или 
3) потребе послодавца – пре свега, ако постоји вишак запослених. 
Радни однос може престати само из разлога који су прописани законом, али се примери радњи које представљају дисциплинску одговорност могу прописивати и другим актима или уговором о раду. Законом је забрањеном да послодавац откаже запосленом уговор о раду по било ком основу за време трудноће, породиљског одсуства, одсуства због неге детета или одсуства због посебне неге детета. У сваком случају, акт којом престаје радни однос мора бити донет у писаној форми.